# ركن الدين مسعود
ركن الدين مسعود أو مسعود الأول وكان سلطان على سلاجقة الروم من سنة 1116 حتى وفاته في سنة 1156.
وقد نجح ركن الدين مسعود في هزم أثنين من ملوك أوروبا في وقته الأول أثناء الحملة الصليبية الثانية هو كونراد الثالث ملك ألمانيا والذي أبيد تسع أعشار جيشه في معركة ضورليم الثانية والثاني هو لويس السابع ملك فرنسا فقد أنهك ركن الدين الجيش الفرنسي أثناء مسيره من القسطنطينية إلى أنطاكية.
وقد خلفه ابنه قلج أرسلان الثاني بعد موته سنة 1156.كما تزوجت ابنة ركن الدين أحد افراد العائلة الإمبراطورية البيزنطية وهو يوحنا تزيلبيس كومنينوس بعد أن أعلن إسلامه.

## سيرته

### انقسام السلطنة وإعادة توحيدها
جعلت وفاة قلج أرسلان الموقف في آسيا الصُغرى مائعًا، إذ إنَّ أكبر أولاده الأربعة وهو ملكشاه أضحى أسيرًا في يد السُلطان مُحمَّد بعد معركة الخابور، بينما استولت أرملته على ملطية والأقاليم الشرقيَّة بِمُساعدة الأمير «أيدبر» الذي اعترف بِسيادة طُغرُل أرسلان أصغر أولاد قلج أرسلان على بلاد الروم. أمَّا الأخوان الآخران وهُما مسعود وعرب، فقد عاش الأوَّل في بلاد الدانشمنديين في حين استقرَّ الآخر في قونية. عاد ملكشاه بن قلج أرسلان إلى وطنه خلال أوائل سنة 503هـ المُوافقة لِمُنتصف سنة 1109م، فدخل قونية وحاول إعادة الأُمُور إلى نصابها ولم شتات سلاجقة الروم، فقتل ابن عمٍّ لهُ كان قد نازعه على السُلطة، واستقام لهُ أمر الدولة،  ثُمَّ حاول العمل على استعادة مُمتلكات والده، غير أنَّ أخاه مسعوداً ثار عليه وتعاون مع الأمير الدانشمندي غازي بن كمشتكين أحمد -الذي هو حموه- ضدَّ أخيه ملكشاه، فهزما الأخير ثُمَّ قبض عليه مسعودٌ وقتله. استقرَّ مسعود في قونية بعد أن قتل أخاه، وحكم منها الشطر الجنوبي من آسيا الصُغرى المُمتد من نهر صقارية حتَّى جبال طوروس تحت وصاية حميه الأمير غازي الدانشمندي. وحكم الأخ الثالث لِمسعود -وهو عرب- أنقرة وقسطموني، في حين استقرَّ الأخ الرابع -وهو طُغرُل أرسلان- في ملطية تحت وصاية والدته وزوجها «بُلُك الأرتقي». وهكذا تقلَّصت دولة سلاجقة الروم وانقسمت إلى ثلاث إمارات صغيرة حول قونية تحت حماية الدانشمنديين الذين كانت لهم الكلمة العُليا والهيمنة السياسيَّة على كافَّة التُرك في بلاد الأناضول. ركَّز مسعود اهتمامه -بعد جُلُوسه على عرش سلاجقة الروم في قونية- في تثبيت أقدامه في إمارته الصغيرة. وبعد أن فرغ من ذلك قرَّر التوسُّع على حساب البيزنطيين لِإيواء رعاياه وإيجاد المراعي الغنيَّة لِماشيتهم، وضم الإمارات التُركيَّة الصغيرة المُنتشرة في قلب الأناضول تمهيدًا لإعادة الوحدة السياسيَّة لِدولته ولِلمُسلمين في تلك البلاد، وهو الهدف المُستقبلي الذي وضعه نصب عينيه. فراح يُهدَّد وادي مندريس، وقطع الطريق المُؤدي إلى أنطالية على البيزنطيين، واستعاد مُقاطعة فريجيا، ومدينة لاذيق، ولم يعد لِلروم طريقٌ إلى الشرق سوى طريق البحر، ثُمَّ راح يبتلع الإمارات التُركيَّة الصغيرة المُنتشرة حول إمارته، فسيطر على عددٍ منها ووسَّع من حُدُود دولته.
لم يهنأ مسعودٌ بِانتصاراته تلك، إذ أثار انقسام السلطنة بينه وبين إخوته التنازع فيما بينهم، بحيثُ أصبح كُلٌ منهم يُريدُ التوسُّع على حساب الآخر. جاءت الضربة الأولى لِمسعود من أخيه طُغرُل أرسلان صاحب ملطية الذي ما انفكَّ يُغيرُ على سواحل أضنة وسائر بلاد قيليقية، ونجح في الاستيلاء على بعضها من بينها البستان، ممَّا أثار إزعاج مسعود. وانفجرت النزاعات بين الإخوة في سنة 518هـ المُوافقة لِسنة 1124م على إثر مقتل بُلُك الأرتقي وهو يُحاصر قلعة منبج لِلقضاء على ثورة قامت فيها ضدَّ حُكمه. إذ استغلَّ الأمير غازي بن كمشتكين أحمد الدانشمندي هذه الحادثة وأغار على ملطية واستولى عليها بِمُساعدة صهره مسعود، ولمَّا طالب بها الأخير بوصفها من مُمتلكات السلاجقة، رفض أن يُعيدها إليه. وخرج طُغرُل أرسلان من المدينة، والتمس مُساعدة الصليبيين -الذين كانوا يُحاصرون آنذاك مدينة حلب- غير أنَّهُ لم يلق التأييد منهم، عندئذٍ قرَّر التخلِّي عن ملطية وابتعد عن مسرح الأحداث. أثار التعاون بين مسعود والأمير الدانشمندي ضدَّ طُغرُل أرسلان حفيظة أخيه عرب وقد استشاط غضبًا لِخسارة ملطية، ولِما آلت إليه أوضاع بني سَلْجُوق من تفرُّقٍ وتشرذم، وضياع أملاكهم، فعقد العزم على مُحاربة أخيه مسعود الذي اتهمه بِالخيانة، والجُلُوس مكانه على العرش، وإعادة توحيد سلاجقة الروم تحت سُلطانه. وفي سنة 520هـ المُوافقة لِسنة 1126م، زحف عرب على رأس جيشٍ كبير إلى مدينة قونية لِلاستيلاء عليها، وانضمَّ إليه بعض أُمراء المُسلمين في الأناضول الذين خشوا من طُمُوحات مسعود وحميه. واضطرَّ مسعود إلى الاستعانة بِالبيزنطيين كي يصد أخاه، فلجأ الأخير إلى طوروس الأوَّل أمير الأرمن في قيليقية، وأقنعهُ بِمُساعدته، فهاجم قونية في سنة 521هـ المُوافقة لِسنة 1127م، وخاض معركتين ضدَّ أخيه وحميه، فحقَّق انتصارًا جُزئيًّا، لكنَّهُ هُزم في نهاية المطاف، فالتجأ إلى القُسطنطينيَّة حيثُ أمضى بقيَّة حياته. هكذا خلا الجو لِمسعود بعد نزاعٍ أُسريٍّ دام ثلاثة أعوام، تعرَّضت السلطنة خلاله إلى التصدُّع والوهن، فسارت في ركاب الدانشمنديين. وظلَّ مسعود يحكم تحت جناح حميه غازي القوي حتَّى وفاة هذا الأخير سنة 529هـ المُوافقة لِسنة 1135م.

### التصدِّي لِلحملة الصليبيَّة الثانية

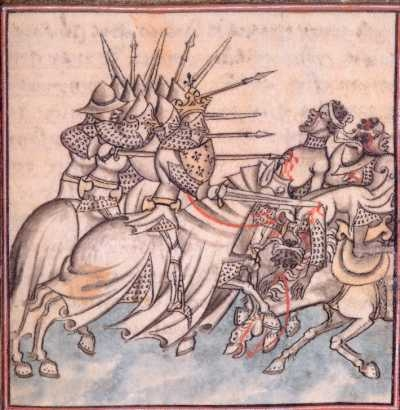
اشتباك المُسلمين (يمينًا) مع الصليبيين في واقعة ضورليم الأُخرى.

علم السُلطان مسعود بِالحال السيِّئة التي كان يمُرُّ بها الصليبيُّون أثناء الحملة الصليبية الثانية، فتراجع أمامهم وفق خطَّةٍ ذكيَّةٍ حتَّى وصلوا في تقدُّمهم إلى قلب فريجيا، وقد نشر جُندهُ على قمم الجبال المُحيطة بهم. ولمَّا وصل الصليبيُّون إلى تُخُوم ضورليم داهمهم الجيش السُلجُوقي، وكان قد استبدَّ بهم التعب والظمأ، فاختلَّت قيادتهم، وحاولوا الاحتماء في شعاب الجبال، لكنَّ السلاجقة أحاطوا بهم وأمطروهم وابلًا من السِّهام، وفقد الجُنُود الصليبيُّون ميزة استعمال السِّهام لِإبعاد المُسلمين، كما كانت خُيُولهم مُرهقة لقلَّة ما أُطعمت. عندئذٍ قرَّر كونراد الثالث الانسحاب والعودة من حيثُ أتى، لكنَّ السلاجقة لم يتركوه وشأنه، فهاجموا مُؤخرة جيشه ومُقدِّمته وقلبه، فدبَّت الفوضى في صُفُوفه، وتعرَّض أفراده لِأفدح الخسائر بين قتلٍ وأسر، فخسر الصليبيُّون تسعة أعشار الجيش، وأُصيب كونراد الثالث نفسه بِجُرحين، لكنَّهُ تمكَّن من الفرار ناجيًا بِحياته في حين غنم المُسلمون أثقالًا لا حصر لها، بحيث قال بعض المُؤرخين الغربيين نقلًا عن شُهُودٍ خبروا المعركة: «اغتنى التُرك لِكثرة ما غنموا من قطع الذهب والفضَّة المُتناثرة على الأرض كالحصى اللامعدود».
إذ استمرَّ السلاجقة يُهاجمون الصليبيين ويفتكون بهم حتَّى أنهكوهم. ولمَّا بلغ الملكان مدينة أفسس ساءت صحَّة كونراد الثالث ممَّا اضطرَّه إلى العودة إلى القُسطنطينيَّة في حين تابع الملك لويس السابع طريقه، وعلى الرُغم من الاحتياطات التي اتخذها الملك سالف الذِكر، فقد فاجأه السُلطان مسعود في وادي مندريس، ودارت بين الطرفين رحى معركة قاسية استطاع الصليبيُّون خلالها شق طريقهم بِصُعُوبة ومُتابعة زحفهم نحو الشَّام، إلَّا أنَّ القبائل التُركُمانيَّة البدويَّة الضاربة في المنطقة أخذت تُطاردهم وتخطَّفت بِالقتل جُنُود المُؤخرة والشاردين والمرضى، ولم يُنجِ الجيش الصليبي من الفناء الشامل سوى هُبُوط الظلام حيثُ انسحب التُركُمان.

### التوسُّع على حساب الصليبيين وتصفية كونتيَّة الرُّها
بعد انتهائه من التصدِّي لِلصليبيين توجَّه السُلطان مسعود شرقًا لِيُساهم مع باقي الحُكَّام المُسلمين في تقطيع أوصال أراضي الصليبيين في كونتيَّة الرُّها لِيُؤمِّن لهُ موطئ قدمٍ في المنطقة، وكان ابنه قلج أرسلان قد استغلَّ الكارثة التي حلَّت بِالصليبيين، فهاجم الأراضي التي مازالت بِحوزتهم. وفي سنة 543هـ المُوافقة لِسنة 1148م وصل السُلطان مسعودٌ إلى الرُّها وتسلَّم قيادة الجيش السُلجُوقي. وبعد دراسة الوضعين السياسي والعسكري قرَّر القيام بِهُجُومٍ على مرعش، فتصدَّى لهُ ريموند پواتييه أمير أنطاكية؛ فما كان من السُلطان السُلجُوقي إلَّا أن طلب من أمير حلب نور الدين محمود الزنكي مُهاجمة مُمتلكات ريموند حتَّى يُخفِّف الضغط عن قُوَّاته. استجاب أمير حلب لِهذا الطلب، واجتاح القُرى التابعة لِأنطاكية،
وأثناء حملته هاجم عليّ بن وفا الكُردي -زعيم الحشيشيَّة وحليف الصليبيين- مدينة أفامية الواقعة على الطريق بين أنطاكية ومرعش، فاضطرَّ نور الدين محمود إلى التراجع لِلتصدي له، وسُرعان ما خرج ريموند پواتييه نفسه وانضمَّ إلى حُلفائه الحشَّاشين في سبيل دفع المُسلمين بعيدًا عن إمارته. والتقى الجمعان في المُنخفض قُرب عين مُراد في السهل الواقع بين إنِّب ومُستنقع الغاب، فدارت بينهما رحى معركةٍ شديدة انتصر فيها المُسلمون ودُمِّر الجيش الصليبي تدميرًا، ولقي كُلٌ من ريموند پواتييه وعليّ بن وفا مصرعهما، فكان ذلك نصرًا إسلاميًّا واضحًا ابتهج به المُسلمون ابتهاجًا كبيرًا في كُلٍ من الشَّام والعراق ومصر والأناضول. بعد مقتل ريموند پواتييه وفشل نور الدين محمود في استرداد أنطاكية لِلمُسلمين التفت إلى مُشاركة القوى الإسلاميَّة الأُخرى بِاسترجاع ما تبقَّى من كونتيَّة الرُّها، وبِخاصَّةٍ المعاقل الواقعة شرقيّ نهر العاصي في الوقت الذي ضيَّق فيه مسعود الحصار على مرعش قبل أن يدخلها، وأعلنت الحامية التي تركها جوسلين الثاني قُمَّص الرُّها ولاءها لِلسلاجقة. والمعروف أنَّ جوسلين الثاني استغلَّ مقتل صهره ريموند صاحب مرعش لِيستولي على المدينة. ثُمَّ حدث أن طارد مسعود جوسلين الثاني حتَّى أطراف تل باشر، وهزم القُوَّات الصليبيَّة التي اعترضته، واسترجع لِلمُسلمين عدَّة قلاع تقع على الطريق نفسه مثل عينتاب ودُلُوك ثُمَّ ضرب الحصار على تل باشر، لكنَّهُ لم يأخذها بعدما تدخَّل نور الدين محمود وأشار على حليفه السُلجُوقي بِمُسالمة جوسلين الثاني -الذي كان قد أعلن خُضُوعه للزنكيين ولاذ بِأميرهم- فاستجاب السُلطان مسعود لِهذا الطلب مُقابل أن يُطلق جوسلين جميع أسراه من المُسلمين. ولم يلبث جوسلين أن خرق الصُلح بينه وبين نور الدين محمود سنة 544هـ المُوافقة لِسنة 1150م، فما كان من الأخير إلَّا أن جمع جُنُوده وسار لِقتال الأمير الصليبي، فهزمه وانتزع منه أعزاز، ولم يلبث صاحب الرُّها أن وقع في أيدي بعض التُركمان نتيجة كمينٍ نصبوه له، فأرسلوه إلى نور الدين الذي أمر بِسجنه في قلعة حلب بعد أن سمل عينيه، ومات في سجنه هذا بعد تسع سنواتٍ، أي سنة 554هـ المُوافقة لِسنة 1159م.
استغلَّ مسعود اختفاء جوسلين الثاني عن المسرح السياسي تاركًا ما تبقَّى من كونتيَّة الرُّها دون مُدافع، فاجتاح أراضي كيسوم وبهسنا ورعبان في شماليّ الكونتيَّة، وأعطاها لِابنه قلج أرسلان. ولم يُبدِ الغربيون من الذين استوطنوا هذه البقاع أي مُقاومة، وخرج من رغب منهم لاجئًا إلى عينتاب وتل باشر، وكانت هذه الأخيرة بِإمرة جوسلين الثالث ابن جوسلين الثاني، ثُمَّ حاصر تل باشر، وشاركه نور الدين محمود في عمليَّة الحصار هذه. وراحت الجُيُوش الإسلاميَّة تزيدُ من ضغطها على المدينة ممَّا دفع القُمَّصة بياترس -زوجة جوسلين الثاني والوصيَّة على جوسلين الثالث- لأن تُحاول بيع ما تبقَّى من أراضي الكونتيَّة إلى الإمبراطوريَّة البيزنطيَّة لِعدم قدرة الصليبيين على الاحتفاظ بها أمام القُوَّة الإسلاميَّة المُتنامية، فوافق الإمبراطور عمانوئيل على هذا العرض ما دفع المُسلمين إلى فك حصارهم والانسحاب. وتسلَّم البيزنطيُّون بلاد تل باشر والراوندان وسميساط وعينتاب ودُلُوك والبيرة. ولم يلبث عمانوئيل أن أدرك بعد قليلٍ من الوقت أنَّ هذه الحُصُون ثقيلة العبء، وتحتاج إلى جُهدٍ كبيرٍ لِلمُحافظة عليها والاحتفاظ بها، نظرًا لِبُعدها عن مركز الإمبراطوريَّة من جهة، ولِوُقُوعها وسط أراضي المُسلمين من جهةٍ أُخرى، هذا في الوقت الذي كانت فيه الإمبراطوريَّة تُعاني تهديدًا مُستمرًّا من جانب النورمان في صقلية ممَّا جعلها عاجزة عن الاهتمام بِهذه الأطراف الشرقيَّة. استغلَّ المُسلمون تدهور الأوضاع السياسيَّة في المنطقة، وراحوا يُهاجمون الحُصُون المذكورة، فسقطت في أيديهم إثر عمليَّاتٍ مُتلاحقة، وتقاسموها على الشكل التالي: أخذ السُلطان مسعود مرعش ورعبان وكيسوم ودُلُوك وبيت الحصن وعينتاب، وكان من نصيب نور الدين محمود كُلٌ من أعزاز والراوندان وتل باشر في حين أخذ أمير ماردين الأرتقي تيمورطاش بن إيلغازي سميساط والبيرة وكفرسوت، وغنم أمير حصن كيفا فخر الدين قره أرسلان بن داود بابولا وكركر وكاختي وحصن منصور. وبِذلك زالت كونتيَّة الرًّها الصليبيَّة من الوُجُود، وعادت تحت جناح الإسلام، وأضحى لِسلاجقة الروم موطئ قدمٍ غربيّ الفُرات.

### الصراع في الأناضول
عجز عمانوئيل عن إخضاع الأرمن بقيادة طوروس الثاني الذين أحكموا سيطرتهم على مُدن قيليقية مثل سيس وعين زربة وأضنة وطرسوس، لكنَّ الإمبراطوريَّة البيزنطيَّة لم يكن بإمكانها أن تتنازل بِسُهُولةٍ عن قيليقية لِيستقلَّ بها الأرمن نظرًا لِأهميَّتها العسكريَّة والسياسيَّة، فالمنطقة تتحكَّم في المعابر من وإلى الشَّام، كما تُعدُّ خط الدفاع الأوَّل عن الإمبراطوريَّة من ناحية الجنوب الشرقي، فراح عمانوئيل يبحث عمَّن يقوم مقامه في إخضاع طوروس الثاني، فلم يجد سوى السُلطان السُلجُوقي مسعود الذي كان مُتلهِّفًا لِلتدخُّل في قيليقية. وسبب هذا أنَّ الأمير الأرمني كان قد اجتاح قبادوقية في سنة 548هـ المُوافقة لِسنة 1153م مُتشجعًا بِالنصر الذي أحرزه على البيزنطيين ومُستغلًّا صغر سن الأمير الدانشمندي «ذو القرنين»، فهاجم ملطية وعاد محمَّلًا بالغنائم والأسرى.
أرسل الإمبراطور البيزنطي إلى السُلطان مسعود يعرض عليه الأموال والهدايا ويُشجِّعه على مُهاجمة طوروس. ولمَّا كان مسعود مُهيَّأ لِلانتقام من الأمير الأرمني لِما فعله بِالمُسلمين، فقد حشد قُوَّاته وتقدَّم بها إلى قيليقية مُعتمدًا على الدعم البيزنطي وعلى سُمعة السلاجقة التي كانت تُلقي الرُعب في قُلُوب الأرمن. ومن المُتفق عليه بين المُؤرخين -الذين عاصروا تلك الفترة كميخائيل السُرياني وجرجير الأرمني- أنَّ السلاجقة والأرمن لم يشتبكوا في أي معركة، وإنَّما أرسل السُلطان السُلجُوقي مُفاوضين إلى طوروس أخبره أنَّهُ لاينوي تخريب الديار الأرمنيَّة، وإنَّما هو يُطالب بِإعادة الأراضي الروميَّة إلى الإمبراطور البيزنطي، وأن يدخل الأمير الأرمني في تبعيَّة السلاجقة. وافق طوروس على الخُضُوع لِسيادة السُلطان، لكنَّهُ رفض إعادة الأراضي التي استولى عليها مُؤخرًا إلى الإمبراطوريَّة البيزنطيَّة، ولمَّا كان مسعود حريصًا على إخضاع الأرمن لِسُلطته، فقد وافق على هذه الشُرُوط دون أي اشتباك. أمام هذا الواقع اضطرَّ الإمبراطور البيزنطي إلى الاستعانة بِالصليبيين في أنطاكية وأميرهم أرناط لِإخضاع الأرمن. وافق أرناط بدايةً ثُمَّ لم يلبث أن بدَّل سياسته بِسبب خِلافٍ ماليٍّ مع الإمبراطور، فانقلب عليه وصالح طوروس، الذي استأنف حملاته ضدَّ ما تبقَّى في أيدي البيزنطيين من حُصُونٍ في قيليقية.

## الوفاة
لم ييأس عمانوئيل بعد فشل جُهُوده في إخضاع طوروس الثاني، ودخل في مُفاوضاتٍ جديدةٍ مع مسعود في سنة 549هـ المُوافقة لِسنة 1154م، وأغراه بِالمال لِمُحاربة الأمير الأرمني، فوافق مسعود على رغبة الإمبراطور، وجمع جيشًا كبيرًا زحف فيه على قيليقية وأخذ السُكَّان على حين غرَّة، لكنَّهُ فشل في فتح أي مدينة، ثُمَّ تعرَّض لِهزيمةٍ قاسيةٍ على يد طوروس رافقها انتشارُ الوباء بين الجُند المُسلمين، فاضطرَّ أن يقفل ويعود إلى قونية حيثُ تُوفي بعد أشهُرٍ قليلة.